# Vương quốc Abkhazia
Vương quốc Abkhazia (tiếng Gruzia: აფხაზთა სამეფო, đã Latinh hoá: tr; lit. "Vương quốc của người Abkhazia"), còn được gọi là Abasgia hoặc Egrisi-Abkhazia, là một nhà nước phong kiến thời Trung Cổ ở Caucasus được thành lập vào những năm 780. Thông qua sự kế vị của các triều đại, Abkhazia được hợp nhất vào năm 1008 với Vương quốc của người Iberia, tạo thành Vương quốc Georgia.